# Zé Pedro
José Pedro Cepeda Espinhosa Teixeira (sinh ngày 16 tháng 2 năm 1991 ở Braga), hay Zé Pedro, là một cầu thủ bóng đá người Bồ Đào Nha thi đấu cho F.C. Famalicão ở vị trí trung vệ.